# Бастіла Шан
Ба́стіла Шан (англ. Bastila Shan) — джедай-вартовий, одна з ключових фігур Громадянської війни джедаїв і вслід за нею подій, що володіє рідкісною могутністю Сили — Бойовою медитацією. Народилася на планеті Талравін, в дитинстві її помітили і забрали на навчання до Академії Джедаїв на Дантуіні. Вона зуміла врятувати від смерті Дарта Ревана і повернути його на Світлу сторону Сили, в результаті чого між ними утворився потужний силовий зв'язок. Реван опинився в руках магістрів-джедаїв з сильно пошкодженими пам'яттю і свідомістю. Складним становищем Темного лорда вирішила скористатися Рада, яка стерла його пам'ять за допомогою Сили, зробивши його, по суті, зовсім іншою людиною. Джедаї сподівалися використовувати підсвідомі спогади Ревана, щоб знайти джерело нескінченних ресурсів ситхів, чиї військові сили здавалися невичерпними. Бастила ж стала супутником Ревана в його пошуках стародавньої суперзброї ракатанської раси — «Зоряної Кузні». Подорожуючи з ним, вона потрапила в полон до ситхів, піддалася різним фізичним і ментальним тортурам, потім присягнула на вірність Дарту Малаку і стала темним джедаєм. Згодом Реван повернув її на Світлий шлях, і вона зізналася йому в коханні. Разом вони довели війну до переможного кінця. Протягом п'яти років після війни вона зберігала знання майже знищених джедаїв і допомагала Карту Онасі, який отримав звання Адмірала Військово-космічного флоту Галактичної Республіки. Бастила Шан також пережила «чистку», влаштовану після війни ситхами-вбивцями за сприяння залишків Імперії Малака, яких знову об'єднали Дарт Сіон і Дарт Ніхілус, та допомогла Вигнанницю зрозуміти, куди попрямував її чоловік, за допомогою дроїда-астромеханіка T3-M4.

## Додаткова література
- Alex Kane. Star Wars: Knights of the Old Republic. — LA : Boss Fight Books[en], 2019. — 128 с. — ISBN 978-1-940535-21-0. (англ.)